# Gabriel Naddaf
Gabriel Naddaf (in arabo جبرائيل نداف‎?; Nazareth, 18 agosto 1973) è un presbitero palestinese con cittadinanza israeliana.
È un sacerdote cristiano ortodosso israeliano di etnia araba, identificatosi però anche come arameo, della Chiesa greco-ortodossa, che è stato anche giudice dei tribunali religiosi della comunità e portavoce del Patriarcato greco-ortodosso di Gerusalemme. È conosciuto anche per essere il leader spirituale e uno dei fondatori del Forum per il Reclutamento dei Cristiani Israeliani, che promuove il reclutamento degli arabi cristiani nelle Forze di Difesa Israeliane.
Naddaf appoggia l'integrazione degli arabi cristiani in tutte le istituzioni statali tra cui l'esercito e il servizio civile. In conseguenza della sua attività ha ricevuto minacce da parte di altri arabi, tra cui anche politici arabo-israeliani. Suo figlio maggiore, Jubran, è stato aggredito fisicamente nel dicembre 2013 a causa delle attività di suo padre. Per contro, ha ricevuto il sostegno dell'attuale Primo Ministro israeliano Benjamin Netanyahu, del Ministero della Difesa israeliano, di membri della Knesset e di altri funzionari governativi.
La sua attività e il lavoro svolto dal Forum di Reclutamento dei Cristiani Israeliani hanno portato in poco tempo all'arruolamento di decine di cristiani di lingua araba nel servizio militare e soprattutto nel servizio civile, nonostante la campagna di boicottaggio condotta contro di lui da leader arabi israeliani.

## Biografia
Naddaf è nato nel 1973 a Yafia, un villaggio arabo prevalentemente musulmano ma con una grande minoranza cristiana, che è in seguito divenuto parte dell'area metropolitana della città di Nazareth in Galilea. Naddaf presta attualmente servizio come sacerdote in una chiesa di Yafia e in passato ha prestato servizio per molti anni come sacerdote nella Basilica dell'Annunciazione a Nazaret, e come sacerdote del monastero greco-ortodosso di Nazaret, che appartiene al Patriarcato greco-ortodosso di Gerusalemme: la Chiesa con il maggior numero di fedeli in Israele. Ha servito come portavoce del Patriarcato e come giudice nei tribunali ecclesiastici.
Nel 2005 divenne noto al grande pubblico per la prima volta quando, insieme a un altro sacerdote, presentò una mozione a un tribunale israeliano contro il Patriarcato greco-ortodosso, nel tentativo di impedire il rovesciamento dell'allora Patriarca Ireneo I, che era considerato relativamente filo-israeliano, e l'elezione di un nuovo patriarca al suo posto. Il tentativo fallì e alla fine, invece di Ireneo, venne eletto Teofilo III, che allora era considerato meno filo-israeliano e più filo-palestinese del predecessore. È sposato e ha due figli.

### L'integrazione dei cristiani di lingua araba nell'IDF
Naddaf ritiene che la comunità cristiana debba integrarsi maggiormente nel tessuto sociale israeliano. È a favore dell'arruolamento dei cristiani di lingua araba nell'esercito, nella polizia e nello sherut leumi (servizio civile): "Perché i drusi si arruolano? Perché i beduini si arruolano? Ma perché i cristiani non si arruolano?" ha chiesto Naddaf in un'intervista al Times of Israel. "Perché hanno paura." E questo, ha suggerito, deve cambiare: "È tempo di dire forte e chiaro: Basta."
È uno dei principali promotori del Forum per il Reclutamento dei Cristiani Israeliani (FRCI). Il 16 ottobre 2012, a Nazaret, si è tenuta una conferenza volta a favorire il reclutamento dei giovani cristiani nell'esercito e nel servizio civile, organizzata dal Ministero della Difesa e dal Comune di Nazaret. Alla conferenza hanno partecipato 121 giovani arabi cristiani e alcuni musulmani e beduini, che hanno espresso il desiderio di arruolarsi nell'esercito israeliano.
Il 1º maggio 2014, in una conferenza a Nazaret a cui ha partecipato il viceministro della difesa Danny Danon, è stato riportato che nel corso del 2013 il numero di arabi cristiani arruolati nell'IDF era continuamente aumentato, arrivando a circa 150 persone in tutto il 2013, oltre agli arabi cristiani che si erano arruolati nel servizio civile. È stato inoltre riportato che il numero delle reclute arabe cristiane nel solo primo trimestre del 2014 era già giunto a circa 100 persone.

## Rapporti con la comunità araba israeliana
Alcuni deputati arabi della Knesset, come Mohammed Barakeh, Dov Henin e Hanna Sweid, tutti membri del partito Hadash, hanno condannato il Forum per il Reclutamento dei Cristiani Israeliani (FRCI). Il Consiglio della Comunità Cristiana Ortodossa ha cercato in passato di boicottare Naddaf e di impedirgli l'ingresso nell'area della sua chiesa in Nazareth. Naddaf è infine riuscito ad entrare nella sua chiesa accompagnato da soldati cristiani dell'IDF e della Polizia di Frontiera, che gli facevano da guardie del corpo.
Nei media arabi israeliani e internazionali, sia sulla stampa che nei social network e su YouTube, è stato descritto come "agente sionista, traditore, uomo che corre dietro ai soldi e fa arruolare i giovani nell'esercito dell'occupazione" e sono stati pubblicati dei link a una pagina Facebook che contiene una "lista nera" di sacerdoti, soldati e personale di sicurezza appartenenti alla comunità cristiana che sostengono e incoraggiano i giovani ad arruolarsi nell'IDF. Come risultato, le giovani reclute e i soldati di Nazareth hanno dovuto chiedere ai loro comandanti il permesso di uscire di casa in abiti civili, per timore di intimidazioni e molestie.
Altri membri della Knesset, come Haneen Zoabi (Balad) e Ahmed Tibi (United Arab List) hanno rilasciato dichiarazioni e scritto lettere aperte contro Naddaf.
Alcuni rappresentanti dell'Autorità Palestinese si sono recati dal Patriarca greco-ortodosso nel giugno 2013, dopo la seconda conferenza relativa all'arruolamento dei cristiani nell'IDF e nel servizio civile, e hanno ordinato di rimuovere immediatamente Naddaf, fornendo lettere di una serie di deputati arabi, tra cui Haneen Zoabi, Muhammad Barakeh e Basil Ghattas. In conseguenza di ciò, il Patriarca Teofilo III ha pubblicato nei media arabi israeliani una severa condanna delle attività organizzate da Naddaf. Una settimana dopo, Naddaf è stato chiamato dal Patriarca Teofilo III per un colloquio personale, che si ipotizza avesse come scopo originale quello di rimuoverlo dal suo incarico. L'incontro si è svolto il 25 giugno 2013 e si è protratto per ore, ma la pressione da parte di alti funzionari governativi israeliani, tra cui la Ministra della Giustizia Tzipi Livni e il Ministro dell'Interno Gideon Sa'ar, ha fatto cambiare idea al Patriarca Teofilo III evitando la rimozione di Naddaf e limitando l'intervento ad un'udienza disciplinare.
Il 6 maggio 2014, un portavoce del Patriarcato greco-ortodosso, Padre Issa Mesleh, ha pubblicato un comunicato in cui dichiarava che "il Patriarca Teofilo III ha deciso di revocare tutti i poteri di Padre Naddaf nella sua chiesa e di rimuoverlo dal suo incarico di Capo della Chiesa Ortodossa di Yafia", ma dopo due settimane è stato chiarito che l'autore del comunicato era in realtà un portavoce dell'Autorità Palestinese che ha pubblicato le dichiarazioni per proprio conto, e che il Patriarcato non ha disconosciuto l'autorità di Padre Naddaf.

### Rapporti con le istituzioni israeliane
I principali attori della politica israeliana hanno gradualmente preso in considerazione l'attività di Naddaf e hanno sostenuto la sua causa. Nel novembre 2012, un mese dopo la prima conferenza del Forum per il Reclutamento dei Cristiani Israeliani (FRCI), il direttore del Servizio Civile Nazionale, Sar-Shalom Gerbi, è venuto a Nazareth "per esprimere il suo sostegno a Naddaf per la sua perseveranza e il suo appoggio incondizionato nell'incoraggiare i giovani cristiani ad integrarsi nella comunità israeliana". Gerbi ha detto nel corso della riunione che "questo è un atto coraggioso, di un intellettuale che non cede alle minacce e alle pressioni ed insiste a servire il Paese ... Spero che le autorità incaricate dell'applicazione della legge agiscano con decisione per fermare la campagna di istigazione e di delegittimazione contro Naddaf e contro gli uomini e le donne che svolgono il servizio militare". Circa due settimane più tardi Gerbi ha incontrato il Patriarca greco-ortodosso Teofilo III, che ha promesso che Naddaf non sarà boicottato dalla Chiesa.
Nel febbraio 2013, la deputata alla Knesset Ayelet Shaked ha incontrato Naddaf; nel giugno 2013, hanno fatto lo stesso la Ministra della Giustizia Tzipi Livni e il Ministro dell'Interno Gideon Sa'ar, e così ha fatto il 2 luglio 2013 il Vice Ministro della Difesa Danny Danon. Il 5 agosto 2013 Naddaf ha incontrato il Primo Ministro Benjamin Netanyahu, che ha chiesto l'istituzione di un forum congiunto con la partecipazione del governo e della comunità cristiana, per promuovere il reclutamento di membri della comunità nell'IDF e nel servizio civile e la loro integrazione nella vita del Paese. Questo forum dovrà lavorare per l'integrazione della comunità cristiana in conformità alla Legge sulla Parità e sovrintendere agli aspetti amministrativi e giuridici necessari a tal fine, come ad esempio proteggere da violenze e minacce i sostenitori dell'arruolamento e le reclute, e intensificare l'applicazione della legge contro i rivoltosi e gli istigatori alla violenza. Ha aggiunto che "dobbiamo permettere alla comunità cristiana di entrare nell'IDF. Voi siete cittadini leali che vogliono difendere il Paese, io vi rendo onore e vi sostengo. Non tollereremo minacce contro di voi e applicheremo la legge con fermezza contro chi vi perseguita, e non accetteremo tentativi di insidiare il Paese dall'interno. Lo Stato di Israele e il Primo Ministro israeliano sono al vostro fianco". Il 14 dicembre 2014, in una cerimonia organizzata dal Forum per il Reclutamento dei Cristiani Israeliani (FRCI) a Nazareth Illit, il Primo Ministro Netanyahu ha espresso il suo sostegno alla comunità cristiana israeliana, di fronte al crescente estremismo islamico in Medio Oriente, in particolare contro i cristiani.
Nel settembre 2014, Naddaf ha tenuto un discorso al Consiglio dei Diritti Umani delle Nazioni Unite sotto l'egida della ONG "Face of Israel", in cui ha lanciato un appello al mondo per unirsi contro l'estremismo islamico e per smettere di tormentare Israele, perché "Israele è l'unico posto in Medio Oriente dove i cristiani sono al sicuro".

### Attacchi
All'inizio di dicembre 2013, insieme al movimento "Im Tirtzu", Naddaf ha presentato una denuncia presso il Comitato Etico della Knesset contro Basel Ghattas (Balad), sostenendo che il parlamentare "sfrutta la sua immunità per aizzare gli animi contro di me, e mi minaccia molto intensamente per rendere più facile a qualche squilibrato di venire a farmi fisicamente del male". Naddaf ha osservato che, in parallelo, ha presentato un'altra denuncia sullo stesso argomento alla polizia di Nazareth contro Basel Ghattas. Il 6 dicembre 2013, pochi giorni dopo, il figlio maggiore di Naddaf è stato attaccato da un giovane arabo di Nazareth, che l'ha picchiato con una spranga di ferro sulla testa e su tutto il corpo. Secondo Naddaf, "mentre io faccio appelli per integrare i nostri figli nella società israeliana, gli estremisti stanno cercando di dividere e di distruggere e aizzano gli animi contro di me. Ieri l'istigazione è passata dalle minacce verbali alla violenza fisica, poiché il loro scopo è quello di intimidire me e la mia famiglia. Mia moglie ha paura ad uscire, e il mio secondo figlio di 15 anni si rifiuta di uscire, temendo che gli attivisti radicali facciano del male anche a lui."

### Il popolo aramaico
Naddaf è uno dei promotori, insieme al maggiore riservista Shadi Haloul, Presidente dell'Associazione dei Siriaci Cristiani, del riconoscimento dei cristiani di lingua araba in Israele come popolo separato, il popolo aramaico, piuttosto che arabo o palestinese. A questo proposito, nel giorno in cui ha registrato suo figlio nel Registro Civile come "aramaico" (il primo Israeliano inserito nel registro con questo titolo) Haloul ha spiegato ai media: "Mio figlio di due anni ha fatto la storia, e il Ministro dell'Interno Gideon Saar ha fatto la storia, e il popolo ebraico finalmente ha fatto giustizia insieme ad altre nazioni della regione. Siamo stati in attesa di giustizia per migliaia di anni".